# Horta Nord
Die Comarca Horta Nord ist eine der 16 Comarcas in der Provinz Valencia der Valencianischen Gemeinschaft.
Durch die Auflösung der Comarca Horta Oest am 1. Januar 2023 wurde die Gemeinde Paterna der Comarca Horta Nord zugewiesen.
Die im Nordosten gelegene Comarca umfasst 23 Gemeinden auf einer Fläche von 176,36 km².

## Gemeinden
| Gemeinde             | Einwohner (2024) | Fläche km² | Dichte Einw./km² | Cod INE | Postleitzahl |
| -------------------- | ---------------- | ---------- | ---------------- | ------- | ------------ |
| Albalat dels Sorells | 4.249            | 4,62       | 920              | 46009   | 46135        |
| Alboraya             | 26.259           | 8,34       | 3.149            | 46013   | 46120        |
| Albuixech            | 4.419            | 4,42       | 1.000            | 46014   | 46550        |
| Alfara del Patriarca | 3.623            | 1,98       | 1.830            | 46025   | 46115        |
| Almàssera            | 7.672            | 2,74       | 2.800            | 46032   | 46132        |
| Bonrepòs i Mirambell | 4.048            | 1,05       | 3.855            | 46074   | 46131        |
| Burjassot            | 40.634           | 3,44       | 11.812           | 46078   | 46100        |
| Emperador            | 693              | 0,03       | 23.100           | 46117   | 46135        |
| Foios                | 7.761            | 6,48       | 1.198            | 46126   | 46134        |
| Godella              | 13.437           | 8,40       | 1.600            | 46135   | 46110        |
| Massalfassar         | 2.653            | 2,53       | 1.049            | 46163   | 46560        |
| Massamagrell         | 17.216           | 6,16       | 2.795            | 46164   | 46130        |
| Meliana              | 10.990           | 4,73       | 2.323            | 46166   | 46133        |
| Moncada              | 21.993           | 15,83      | 1.389            | 46171   | 46113, 46116 |
| Museros              | 6.739            | 12,45      | 541              | 46177   | 46136        |
| Paterna              | 74.822           | 35,85      | 2.087            | 46190   | 46980        |
| La Pobla de Farnals  | 9.076            | 3,61       | 2.514            | 46199   | 46137, 46139 |
| Puçol                | 21.298           | 18,06      | 1.179            | 46205   | 46530        |
| El Puig              | 9.367            | 26,83      | 349              | 46204   | 46540        |
| Rafelbunyol          | 9.710            | 4,20       | 2.312            | 46207   | 46138        |
| Rocafort             | 7.753            | 2,34       | 3.313            | 46216   | 46111        |
| Tavernes Blanques    | 9.635            | 0,74       | 13.020           | 46237   | 46016        |
| Vinalesa             | 3.531            | 1,53       | 2.308            | 46260   | 46114        |
| Comarca Horta Nord   | 317.578          | 176,36     | 1.801            | –       | –            |